# Le Cavalier des sables
Pour plus de détails, voir Fiche technique et Distribution.
Le Cavalier des sables (Old Loves and New) est un film muet américain de Maurice Tourneur, sorti en 1926.

## Synopsis
De retour de la guerre, Lord Carew découvre que sa femme Elinor l'a quitté pour Lord Geradine, en laissant leur bébé mourir. Amer, ayant perdu toute illusion, il part pour l'Algérie et se voue à soigner les tribus du désert. Pendant ce temps, Lord Geradine a quitté Elinor et s'est marié avec Marny O'Meara. Alors qu'ils voyagent en Algérie pour sa santé, Marny est capturée par des brigands, mais elle est sauvée par Carew, alias « El Hakim ». Elinor retrouve Geradine et lui reproche sa cruauté, à cette occasion elle retrouve son ancien mari mais refuse de rester avec lui quand il prétend être pauvre. Carew vient au secours de Marny alors que son mari est en train de la battre et l'emmène dans le désert. Geradine veut se venger mais il est tué par son éléphant, qu'il avait cruellement traité. Lord Carew et Marny peuvent alors trouver ensemble un nouvel amour. 

## Fiche technique
- Titre : Le Cavalier des sables
- Titre original : Old Loves and New
- Réalisation : Maurice Tourneur
- Scénario : Marion Fairfax, d'après le roman The Desert Healer d'Edith Maude Hull
- Direction artistique : Jack Okey
- Photographie : Henry Cronjager
- Montage : Patricia Rooney
- Production : Sam E. Rork
- Société de production : Sam E. Rork Productions
- Société de distribution : First National Pictures
- Pays de production :  États-Unis
- Langue originale : anglais
- Format : noir et blanc — 35 mm — 1,37:1 — Muet
- Genre : aventure, drame et romance
- Durée : 80 minutes
- Date de sortie :
  - États-Unis : 11 avril 1926

## Distribution
- Lewis Stone : Lord Gervas Carew
- Barbara Bedford : Marny O'Meara

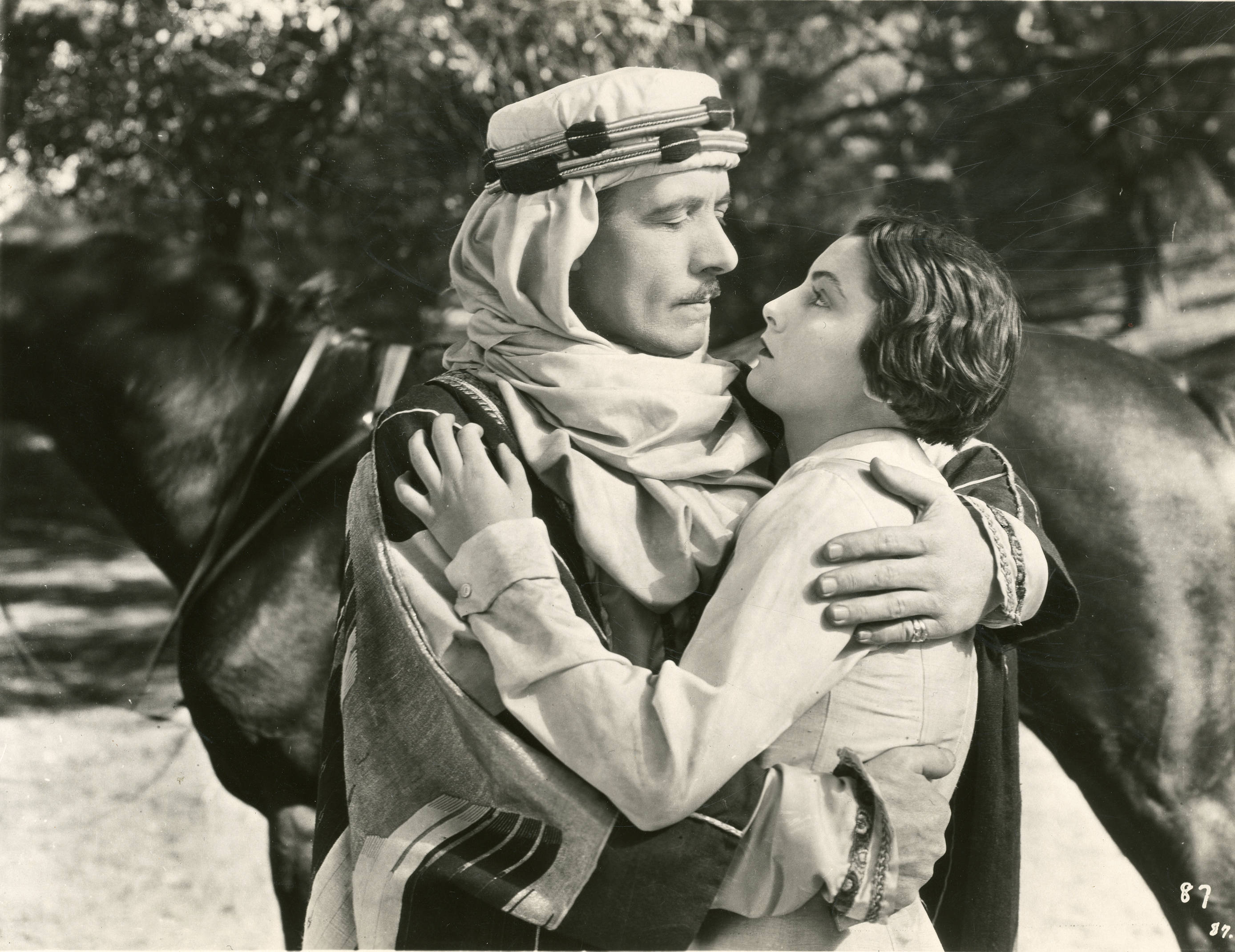
Lewis Stone et Barbara Bedford dans une scène du film.

- Walter Pidgeon : Lord Clyde Geradine
- Katherine MacDonald : Lady Elinor Carew
- Tully Marshall : Hosein
- Ann Rork : Kitty
- Arthur Rankin : Denny O'Meara
- Albert Conti : Dr Chalmers